# Ptychascus barnwelli
Ptychascus barnwelli is een krabbezakjessoort uit de familie van de Sacculinidae. De wetenschappelijke naam van de soort is voor het eerst geldig gepubliceerd in 1990 door Andersen, Bohn, Høeg & Jensen.